# فايندر
فايندر (بالإنجليزية: Finder)‏ أو الباحث هو مدير الملفات الافتراضي وواجهة المستخدم الرسومية في جميع أنظمة تشغيل ماكينتوش.